# 滅亡型サボタージュ
滅亡型サボタージュ（めつぼうがたサボタージュ）は、住野よるによる短編小説。『小説新潮』の「SNSのある時代」というテーマに沿って執筆された。2024年12月18日発売の短編集「歪曲済アイラービュ」に収録された。

## 発表経過
文芸雑誌『小説新潮』2023年3月号の「【特集】SNSのある時代」というテーマに沿って執筆され、同号に掲載された。住野よるはSNS上でいつか本になると思うと述べ、2024年12月、短編集「歪曲済アイラービュ」に収録された。

## 概要
「このチャンネルでは、世界の滅亡を緩く配信しています」との端書からはじまり、物語はすべてネットの生配信内容で、底辺youtuberこなるんの生配信の形式で進行していく。小説新潮掲載時の挿絵はイラストレーターの「456」が担当している。

## あらすじ
視聴者40人で過去最高になる程度の底辺youtuberこなるんは、「こなるんの予言ちゃんねる」という世界滅亡を告知する不定期生配信チャンネルを生配信している。こなるんは世界が滅亡することを信じ、仕事を辞め、お金はどうせもうすぐなくなるのだからと発泡酒ではなくビールを飲んでいる。配信中、元同僚のストーカーに執拗にインターホンを鳴らされるが、こなるんは「この世界がこれからも続くのであれば一撃通報だけど、さすがに世界が滅びる瞬間刑務所は可哀そうだから我慢していると述べる」。配信の後半でこるなんは「預言者がいるなんて思わない方が良いですよ」と語る。死ぬ瞬間になんで耳を傾けなかったのだろうと後悔するかもしれないけど、信者たちより楽しく寝たり、食べたりできるから。なので緩く滅亡を語るのが好きなのだとこなるんは語る。そんな話をしている時にハンドルネーム＜千葉　aka 東京＞から500円のスパチャが投げ入れる。こなるんは「最後までちゃんと聞いてくれてありがとう＜千葉 aka 東京＞さん、やっぱり千葉以外にも優しいんだな。ありがとう、あなたの来世に幸あ」で放送が途切れる。世界が滅亡したのか、そばにまで来ていたストーカーに襲われたかは言及されていない。

## 登場人物
こなるん
底辺youtuber 「こなるんの予言ちゃんねる」という番組を生配信している。数ヵ月前からピクミンのような生物が見えるようになり、それから先の事（予言）がわかるようにる。予言については配信以外にも話すが誰も相手にしてくれない。元同僚に毎日自宅に押し掛けられるストーカーにあい、身の危険も感じているが元同僚の理性より先に世界が滅びるだろうと考えている。世界が滅ぶため仕事を辞め、お金も不必要になるからと発泡酒をビールに変えるなどしている。
五月雨（さみだれ）
視聴者。スパチャをくれることが多い。
千葉 aka 東京
視聴者。ハンドルネームに千葉とあるが神奈川県在住。こなるんが配信で「雨だしもしまだエントランスにいるなら早く帰ったら良いよ」と話すと「わかった」と答え、ストーカー疑惑の人物となり、こなるんに「早く滅べよ世界」とつぶやかれる。実際は、こなるんという名前も含めて設定がターミネーターからきていることに「わかった」とつぶやいていた。aka が英語の略語で、「also known as（別名、または…としても知られる）」という意味のため、こなるんに千葉の人に怒られるよ、千葉以外には優しい等、千葉が嫌いな人物として扱われる。
do_nash
視聴者。こなるんに対して「どこにでもいるくそみたいな預言者と一緒」など悪口が多い。アンチ。
どっかのスパイ
視聴者。常連。生配信中に「童貞を卒業したい」とチャット機能で書き込み「配信みてないでささっとお店に行くか、好きな人に告白しろ」と言われる。途中まだ配信を見ていることをこなるんに知られると再度「お前まだいたのかよ、時間は有限だぞ夢があるのなら行ってこい」と言われる。
ピーチウーロン
視聴者。こなるんが世界が滅亡すると確信した根拠を問う。

## 続編
配信中止後の状況については、歪曲済アイラービュに収録された「暴力的エピソード」で語られている。